# Anna Paulowna (plaats)

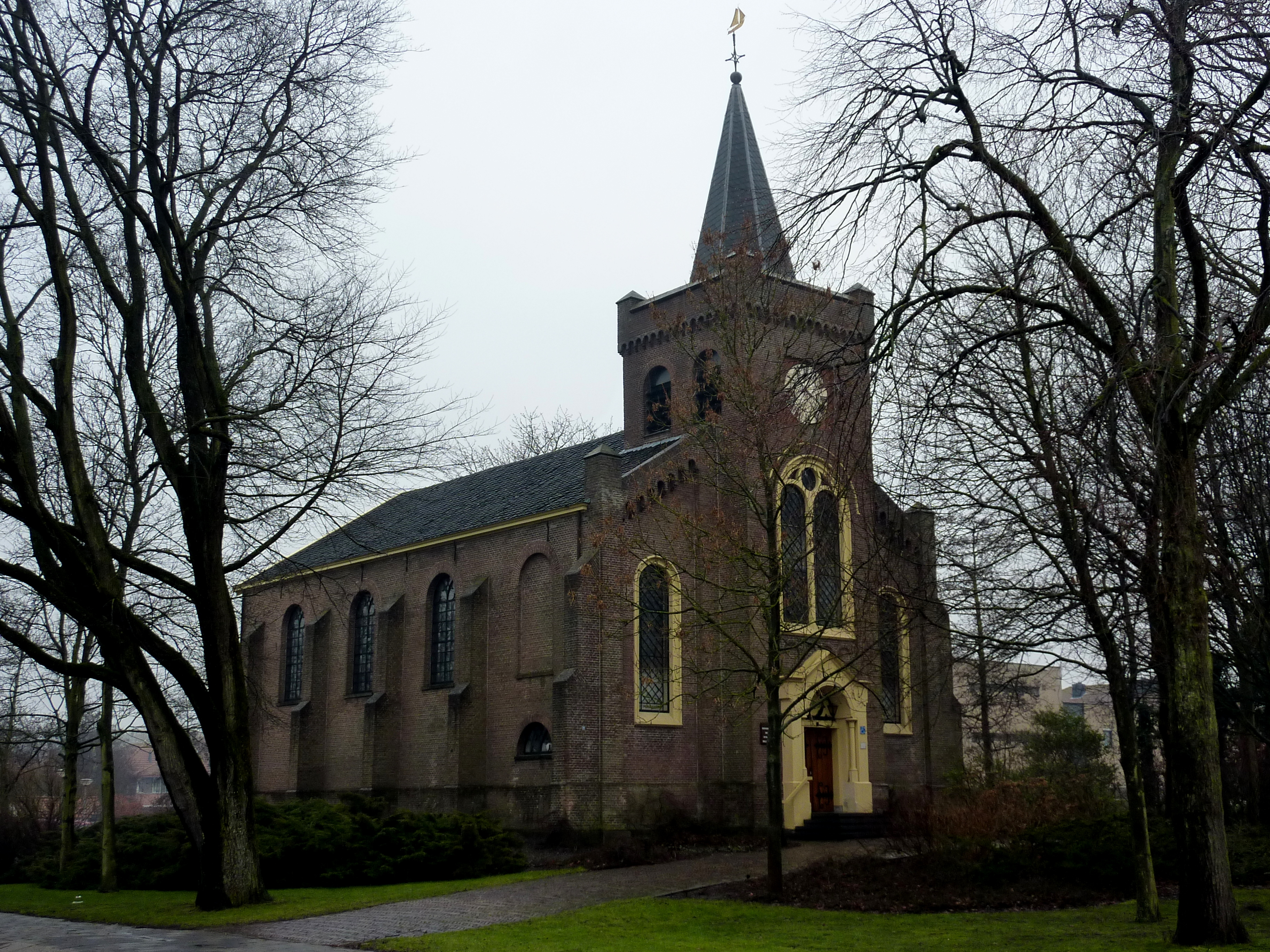
Kerk

Anna Paulowna (uitspraakⓘ) is een dorp en een voormalige gemeente in de Nederlandse provincie Noord-Holland. De kern telt 8.655 inwoners (2023). Bij een fusie werd Anna Paulowna op 1 januari 2012 onderdeel van gemeente Hollands Kroon, waarvan het de hoofdplaats is geworden.

## Geschiedenis
Het gebied maakte in de Middeleeuwen deel uit van de Friese gouw Texla. Het liep meerdere malen onder, tot het in zijn geheel door het water verzwolgen werd.
De Anna Paulownapolder is de laatste met particulier geld aangelegde polder in Nederland. De nieuwe polder viel toen onder de gemeente Zijpe; pas op 1 augustus 1870 werd de polder een eigen gemeente. In 1990 verkreeg de gemeente ook het grondgebied van de Wieringerwaard en de Waardpolder en sindsdien bestaat de gemeente uit meer dan alleen de Anna Paulownapolder. Anna Paulowna maakt deel uit van de samenwerkingsregio Noordkop, ook wel Kop van Noord-Holland genoemd.
De polder is vernoemd naar koningin Anna Paulowna, de vrouw van Willem II en moeder van koning Willem III.
De zandgrond van de Westpolder, waar men voor de komst van kunstmest (rond 1890) en voor de verbeterde waterhuishouding slechts één koe op vijf hectare kon houden, bleek in 1912 uitermate geschikt voor bloembollenteelt. Na 1920 kwam een tweede kolonisatie van pioniers op gang, die Breezand gemaakt heeft tot het dichtstbevolkte deel van de polder. De gemeente Anna Paulowna is nu uitgegroeid tot het grootste aaneengesloten bollengebied van de wereld.

## Voormalige gemeente
De gemeente bestond sinds 1990 uit de polders Anna Paulownapolder, Wieringerwaard en de Waardpolder en grensde aan de Waddenzee. Voor de kust ligt de grote wadplaat Balgzand. De plaats Anna Paulowna ligt centraal in de Anna Paulownapolder. Het vormt een eenheid met Kleine Sluis. De gemeente telde 14.242 inwoners (1 april 2011, bron: CBS). De gemeente had een oppervlakte van 77,56 km², waarvan 2,59 km² water.
De gemeente Anna Paulowna is op 1 januari 2012 gefuseerd met de gemeenten Niedorp, Wieringen en Wieringermeer tot de gemeente Hollands Kroon.

### Overige plaatsen binnen de voormalige gemeente
| Dorpen/Gehuchten: - Breezand - Kleine Sluis - Kreil (gedeeltelijk) - Nieuwesluis - Van Ewijcksluis - Wieringerwaard Buurtschappen: - Gelderse Buurt - Poolland (gedeeltelijk) - Spoorbuurt - Westeinde | \| Inwonertallen per statistische CBS-wijk in de gemeente (2007). \| |
| Inwonertallen per statistische CBS-wijk in de gemeente (2007). |                                                                      |

### Aangrenzende gemeenten
| Aangrenzende gemeenten | Aangrenzende gemeenten | Aangrenzende gemeenten | Aangrenzende gemeenten | Aangrenzende gemeenten |
| ---------------------- | ---------------------- | ---------------------- | ---------------------- | ---------------------- |
| Den Helder             |                        |                        |                        | Wieringen              |
|                        |                        |                        |                        |                        |
|                        | Wieringermeer          |                        |                        |                        |
|                        |                        |                        |                        |                        |
| Zijpe                  |                        | Niedorp                |                        |                        |

### Politiek
Het college van burgemeester en wethouders van Anna Paulowna bestond in 2011 uit:
- Waarnemend burgemeester: Arnoud-Jan Pennink (D66)
- Wethouders:
  - Fijko van der Laan (PvdA)
  - Lia Franken - de Vries (CDA)

De gemeenteraad telde 15 zetels. Hieronder staat de samenstelling van de gemeenteraad sinds 2006:
| Gemeenteraadszetels       | Gemeenteraadszetels | Gemeenteraadszetels |
| Partij                    | 2006                | 2010                |
| ------------------------- | ------------------- | ------------------- |
| CDA                       | 5                   | 5                   |
| VVD                       | 4                   | 5                   |
| PvdA                      | 5                   | 4                   |
| Lijst Leal                | 0                   | 1                   |
| Anna Paulowna Transparant | 1                   | 0                   |
| Totaal                    | 15                  | 15                  |

## Bereikbaarheid
Anna Paulowna heeft een station aan de spoorlijn Den Helder - Amsterdam. Op het station stopt in beide richtingen twee keer per uur de intercity Den Helder - Alkmaar - Amsterdam - Utrecht - Arnhem - Nijmegen.
Langs het dorp loopt de N249.

## Sport, recreatie en toerisme

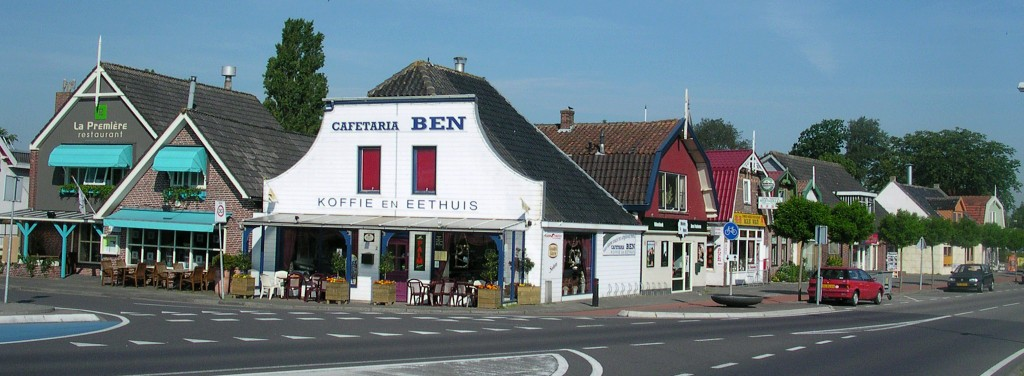
Uitgaanscentrum van Anna Paulowna, in wat eigenlijk Kleine Sluis is/was.

Door Anna Paulowna loopt de Europese wandelroute E9, ter plaatse ook Noordzeepad of Hollands Kustpad geheten. Jaarlijks organiseert de Wandelsportvereniging van de Koninklijke Marine te Den Helder in het voorjaar vanuit Anna Paulowna een wandeltocht die langs de bollenvelden in deze plaats en in Breezand voert. Deze tocht heet de Narcissentocht.
- Dierenpark Landgoed Hoenderdaell
- Poldertuin (Anna Paulowna). Een publieke tuin, eigendom van de gemeente Hollands Kroon, waar elk jaar duizenden tulpenbollen geplant worden.

## Geboren in Anna Paulowna
- Lou de Palingboer (1898-1968), leider nieuwe religieuze beweging
- Anton Sipman (1906-1985), molendeskundige, schrijver en tekenaar
- Nel van Balen Blanken (1917-2008), atlete
- Anton Blok (1919-2007), atleet
- Kees Kuijs (1931), voetballer
- Eddy Grootes (1936-2020), hoogleraar historische letterkunde
- Ans Willemse-van der Ploeg (1936), politica
- Ard Schenk (1944), schaatser
- Kees Looijesteijn (1953), wethouder 1993-2002, PvdA
- Peter Looijesteijn (1954-2012), motorcoureur, Nederlands kampioen
- Igor Wijnker (1972), schrijver-journalist
- Mirte van Bentum (2006), voetbalster